# Max Headroom

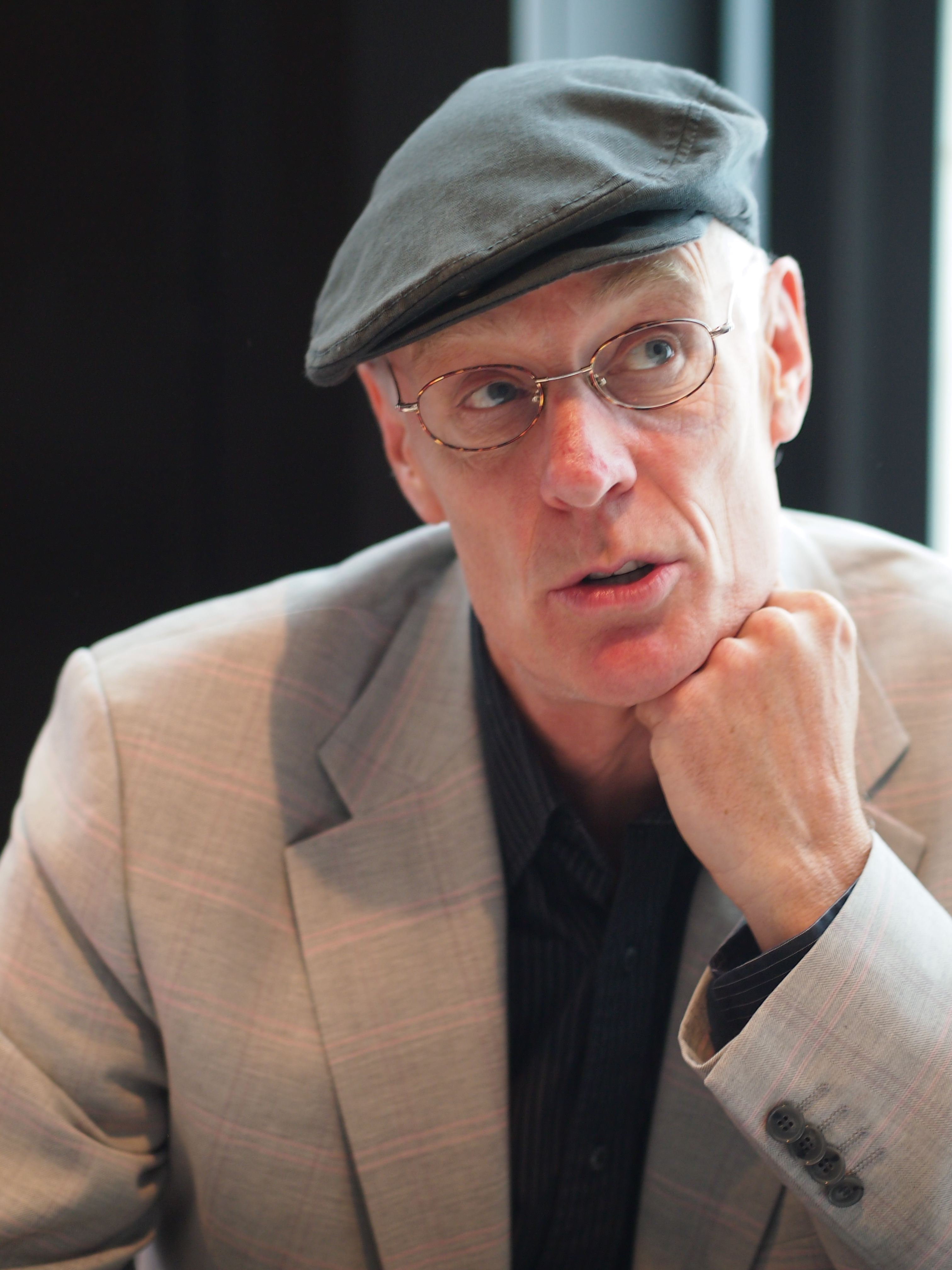
Matt Frewer, protagonista de la serie

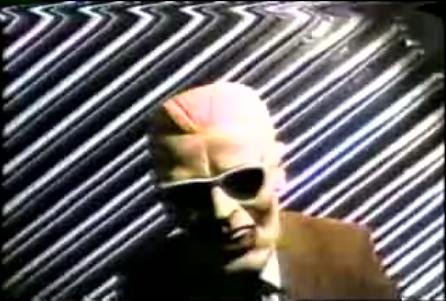
Fotograma del llamado "incidente Max Headroom"

Max Headroom fue una serie televisión de ciencia ficción cyberpunk creada por George Stone, Rocky Morton y Annabel Jankel. Max Headroom contaba con características innovadoras y un estilo futurista con evidentes influencias del movimiento cyberpunk. La frase con la que se presentaba cada capítulo ("20 minutos en el futuro") se hizo muy conocida y fue tomada del título del episodio piloto, originalmente británico, Max Headroom: 20 Minutes into the Future.
El personaje principal, Max Headroom, fue creado por George Stone. Además de la serie también apareció en un vídeo musical y en varios anuncios creados para televisión.

## Argumento
En el futuro, una oligarquía de cadenas de televisión gobierna el mundo. Incluso el gobierno funciona principalmente como una herramienta de los ejecutivos de las cadenas televisivas, aprobando leyes tales como prohibir los interruptores de apagado en los televisores. La tecnología de la televisión ha avanzado hasta el punto en que los pensamientos y movimientos corporales de los espectadores pueden controlarse a través de sus televisores. Casi toda la tecnología no televisiva ha sido descontinuada o destruida. El único que cuestiona y critica públicamente el poder de las cadenas de televisión es Edison Carter (Matt Frewer), un periodista de investigación cruzado que expone las prácticas poco éticas de su propio empleador, interrumpiendo y secuestrando regularmente las señales televisivas valiéndose de una reconstrucción digital de sí mismo. Un equipo de aliados, tanto dentro como fuera del sistema, lo asisten para que sus informes aparezcan al aire y lo protegen de las fuerzas que desean silenciarlo o matarlo.

## Denominación
Max Headroom, nombre del protagonista, es un prototipo de Inteligencia Artificial. En el primer episodio se explica que el origen del nombre se encuentra en la señal de tráfico "Altura Máxima" (en inglés Max. Headroom) que se utiliza en aparcamientos cerrados, puentes o pasos sobreelevados para indicar la altura máxima que un vehículo debe tener para atravesarlo sin riesgo.
Edison Carter, un periodista, sufre un accidente cuando, montado en su motocicleta, va subiendo una rampa. Lo último que alcanza a ver es un cartel que indica: "Max. Headroom: 2.3 M" ("Altura Máxima: 2.3 M"). Su imagen, su memoria y sus recuerdos son utilizadas por Lynch para crear al personaje quien, al despertar, repite varias veces "Max, Max, Max Headroom", de donde surge el nombre.

## Historia
Se basa en una película para televisión del año 1984 producida por Peter Wagg para la cadena británica Channel 4, cuyos derechos fueron comprados por la ABC, que produjo la serie. Desde el comienzo llamó la atención por su estética, por introducir conceptos relacionados con las tecnologías emergentes en los años 80 (el seguimiento por satélite, las cámaras activadas por control remoto, las redes cibernéticas y las publicidades subliminales) y en especial por transcurrir en un entorno vinculado a los medios masivos de comunicación. 
A pesar del interés que despertó, fue cancelada después de 14 episodios (sólo se emitieron 13) porque las audiencias no alcanzaban lo esperado.

## Protagonistas
Entre los protagonistas principales tenemos a los siguientes:
- Max Headroom: Un programa de inteligencia artificial, unido a otro de representación en 3D.
- Edison Carter: Es el periodista estrella de la cadena 23, y de quién se toma su imagen visual y mental. Interpretado por el actor Matt Frewer.
- Theora Jones: La controladora protagonizada por Amanda Pays. Una especie de puente humano entre la tecnología de la cadena y el periodista.
- Brice Lynch: Es un niño prodigio interpretado por Chris Young, a cargo del departamento de desarrollo de la cadena. Precisamente Max Headroom surge como uno de sus experimentos.

Otros personajes:
- Murray (Jeffrey Tambor)
- Ben Cheviot (George Coe)
- Lauren (Sharon Barr)
- Breugel (Jere Burns)
- Angie Barry (Rosalind Chao)
- Mahler (Rick Ducommun)
- Gene Ashwell (Hank Garrett)
- Mr Bartlett (Andreas Katsulas)
- Dominique (Concetta Tomei)
- Edwards (Lee Wilkof)

## Computadoras
Los gráficos, las ilustraciones, y todas las computadoras que se ven en la serie fueron hechas con una computadora Amiga 1000, uno de los primeros modelos que sucedieron a las Commodore 128, con grandes capacidades gráficas para la época. En los créditos de la serie se ve la referencia a la citada empresa de micro computadoras.

## Evento de intrusión de señal
El 22 de noviembre de 1987, dos estaciones de televisión de Chicago tuvieron sus señales de radiodifusión interferidas por una persona desconocida que llevaba una máscara de Max Headroom. El primer incidente tuvo lugar durante 25 segundos durante el programa deportivo en las noticias de las nueve en el Canal 9 de la WGN-TV y dos horas más tarde, alrededor de las 11 de la mañana en la cadena afiliada de PBS, WTTW Canal 11 durante unos 90 segundos durante una emisión del episodio de la serie Doctor Who titulado "Horror of Fang Rock". El hacker murmuró tonterías durante sus interrupciones (la mayoría de ellas ininteligibles), incluyendo la frase "I made a giant masterpiece for all the greatest world newspaper nerds ("he hecho una gigantesca obra maestra para todos los nerds del periódico más grande del mundo"), una referencia a las promociones de WGN. El vídeo terminó con las nalgas del intruso expuestas y siendo azotadas por una mujer con un matamoscas. Los culpables nunca fueron identificados.